# Шрамберг
Шрамберг (нім. Schramberg) — місто в Німеччині, знаходиться в землі Баден-Вюртемберг. Підпорядковується адміністративному округу Фрайбург. Входить до складу району Ротвайль.
Площа — 80,70 км2. Населення становить 21 059 ос. (станом на 31 грудня 2020).